# Evergestis kopetdagensis
Evergestis kopetdagensis là một loài bướm đêm trong họ Crambidae.